# Ánoixi
Ánoixi är en ort i Grekland.   Den ligger i prefekturen Nomós Grevenón och regionen Västra Makedonien, i den centrala delen av landet, 280 km nordväst om huvudstaden Aten. Ánoixi ligger 537 meter över havet och antalet invånare är 167.
Terrängen runt Ánoixi är kuperad åt sydväst, men åt nordost är den platt. Terrängen runt Ánoixi sluttar österut. Runt Ánoixi är det glesbefolkat, med 11 invånare per kvadratkilometer. Närmaste större samhälle är Deskáti, 19,6 km öster om Ánoixi. Omgivningarna runt Ánoixi är en mosaik av jordbruksmark och naturlig växtlighet.